# Neny Bihombele
Neny Bihombele nació en Kinshasa, capital de la República Democrática del Congo el día 15 de septiembre de 1979. Juega de delantero y su equipo actual es la Sainte-Geneviève-des-Bois, club que milita en la D4 francesa.

## Clubes
| Club                      | País    | Año       |
| ------------------------- | ------- | --------- |
| Angers SCO                | Francia | 1999-2000 |
| Sannois SG                | Francia | 2000-2001 |
| FC Winterthur             | Suiza   | 2001-2002 |
| AC Bellinzona             | Suiza   | 2002-2003 |
| FC Vaduz                  | Suiza   | 2004-2005 |
| Dunãrea Galati            | Rumania | 2005-2006 |
| Nafpaktiakos Asteras      | Grecia  | 2006-2007 |
| RE Virton                 | Bélgica | 2006-2007 |
| SD Huesca                 | España  | 2007-2008 |
| Sainte-Geneviève-des-Bois | Francia | 2008-2009 |

- Datos: Q6039902